# مولر دیندا
مولر دیندا (انگلیسی: Muller Dinda؛ زادهٔ ۲۲ سپتامبر ۱۹۹۵) بازیکن فوتبال اهل گابن است.
وی همچنین در تیم‌های ملی فوتبال زیر ۲۳ سال گابن و گابن بازی کرده است.